# Adolph Wilhelm Picht

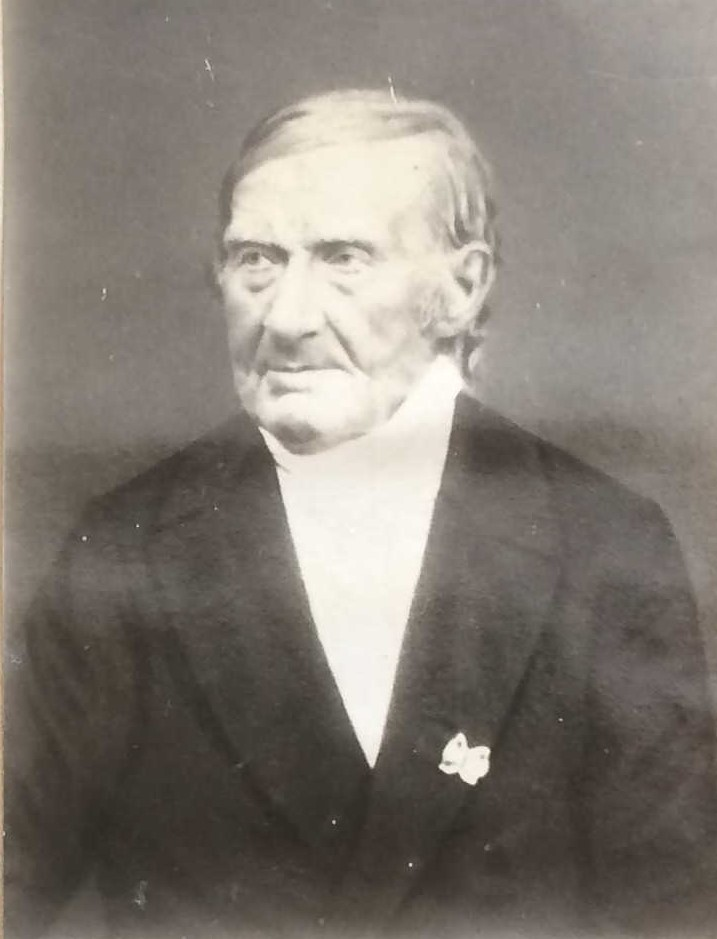
Adolph Wilhelm Picht, Porträtfoto mit der Schleife des Roten Adlerordens 3. Klasse (um 1850)

Adolph Wilhelm Picht (* 13. April 1773 in Gingst; † 20. November 1857 in Losentitz, heute Ortsteil von Garz/Rügen) war ein deutscher evangelisch-lutherischer Geistlicher.

## Leben
Adolph Wilhelm Picht war ein Sohn des Propstes und Sozialreformers Johann Gottlieb Picht und dessen Frau Margarethe Elizabeth, geb. Skragge (1741–1812).
Picht besuchte von 1787 bis 1790 das Gymnasium Stralsund und war hier Mitschüler von Ernst Moritz Arndt, mit dem ihn eine lebenslange Freundschaft verband.
Ab 1790 studierte er Evangelische Theologie, Philosophie, Literaturgeschichte und Logik an der Universität Greifswald. 1793 wechselte er an die Universität Jena. Nach seinem Examen 1795 war er als Hauslehrer in Kubbelkow (Sehlen) tätig.
1797 kam er nach Gingst zurück und wurde als Diakon der Zweite Pfarrer an der Sankt-Jacob-Kirche in Gingst und Assistent seines Vaters. Nach dessen Tod wurde er sein Nachfolger als Pfarrer; die Präpositur war 1806 aufgehoben worden, als die Zahl der Propsteien auf Rügen von vier (Bergen, Gingst, Poseritz, Jasmund-Wittow) auf zwei (Bergen, Garz) reduziert wurden.
Neben seinem Amt schuf er Silhouetten und Radierungen; er war gemeinsam mit Arndt und Caspar David Friedrich Zeichenschüler von Johann Gottfried Quistorp gewesen.
Sein Stammbuch (Freundschaftsalbum) mit eingeklebten Silhouetten war in Privatbesitz erhalten Geführt hat Picht es von 1792 bis 1806. Es enthält eine Zeichnung aus der Greifswalder Studienzeit von Caspar David Friedrich sowie eine Miniatur von Jakob Roux. Unter den Beiträgern finden sich Ernst Moritz Arndt und zahlreiche Jenaer Studienkollegen. Das Stammbuch kam 2016 bei Zisska & Lacher zur Versteigerung.

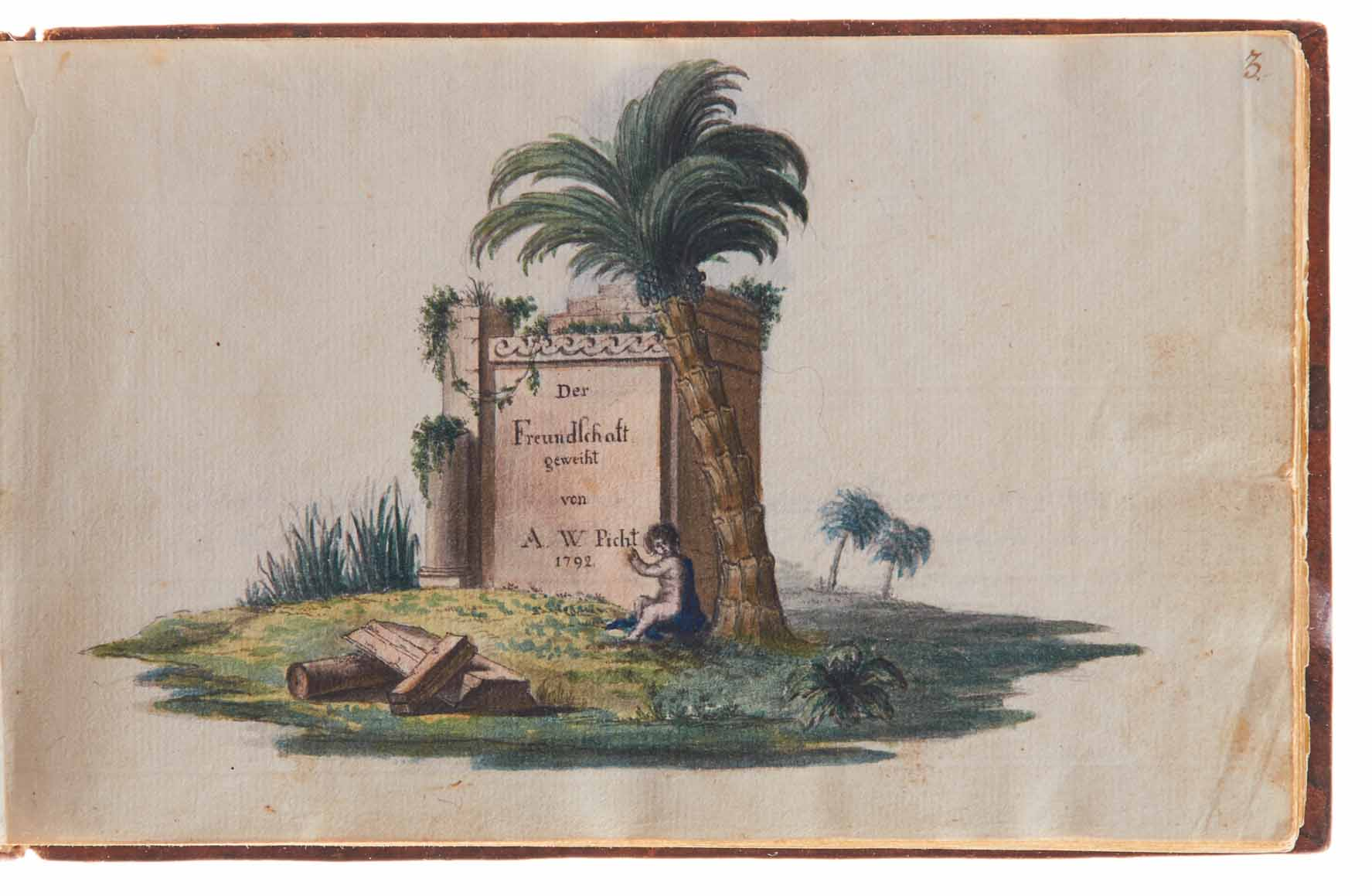
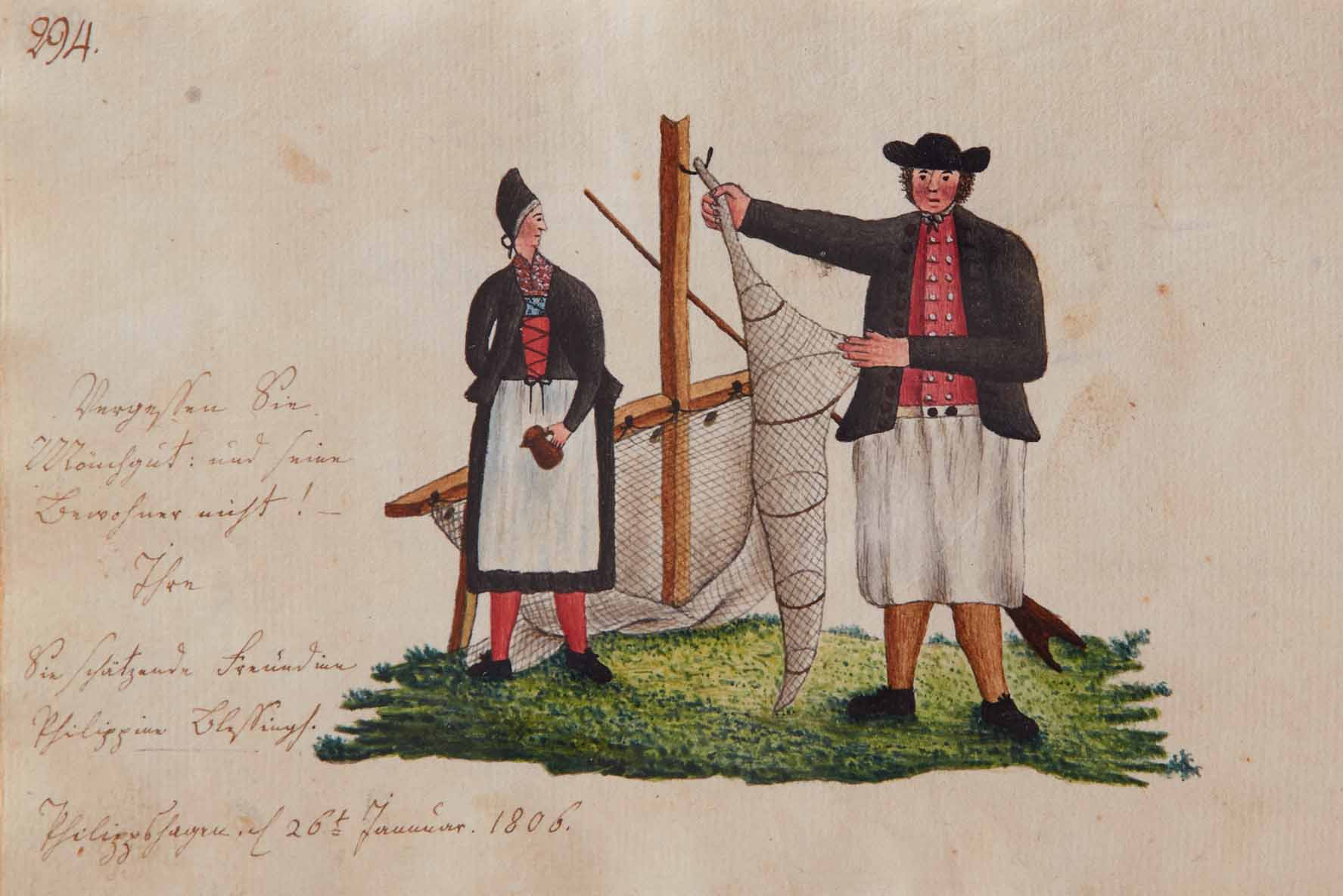
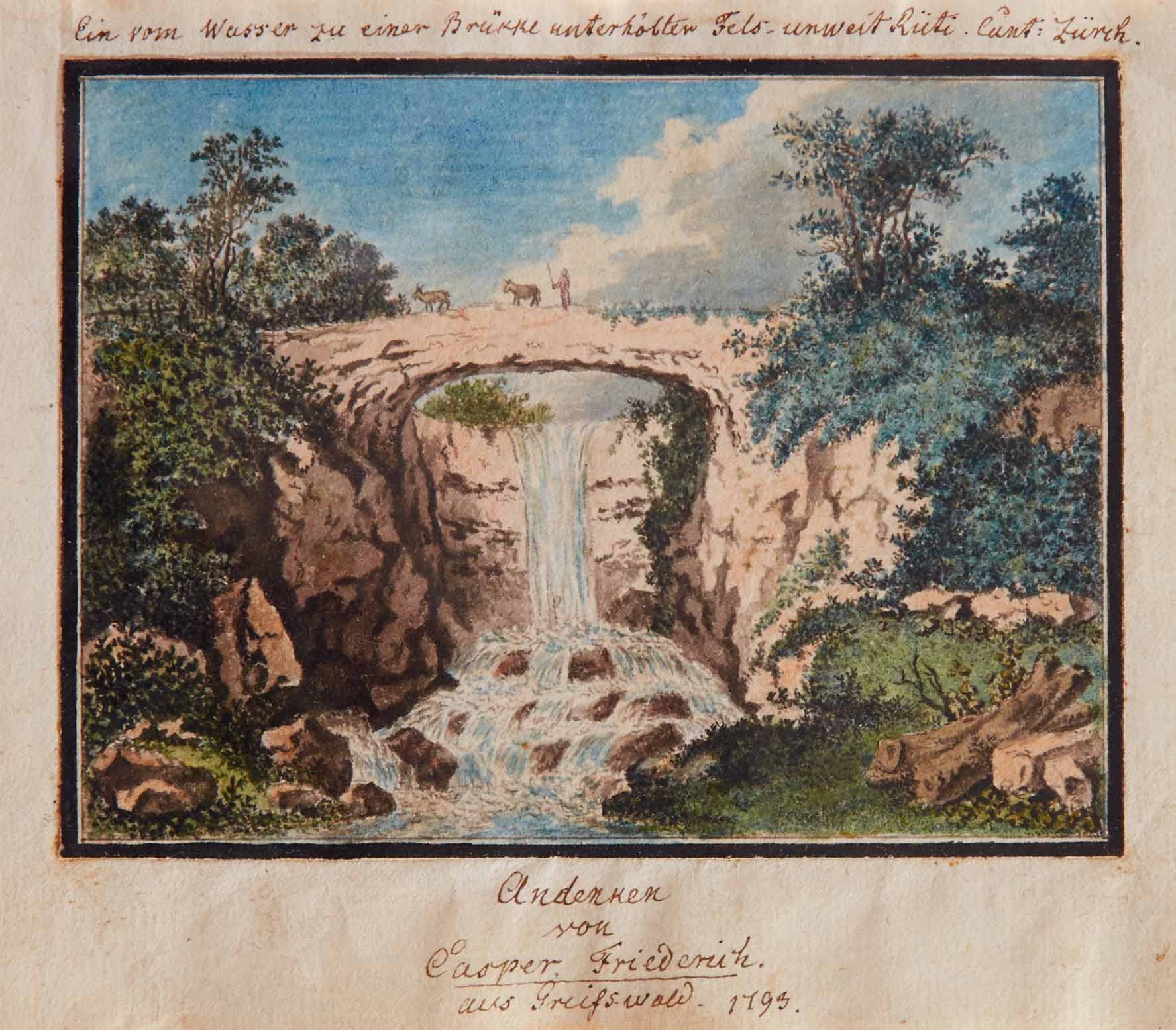

Er war verheiratet mit Katharine Maria Charlotte, geb. Schwing (1785–1833), der Tochter eines Rittergutbesitzers aus Berglase. Ferdinand Picht war ein Sohn des Paares. Die Tochter Julie (1820–1903) heiratete den preußischen Verwaltungsjuristen Adolf von Pommer Esche; die Tochter Flora (1812–1900) seinen Bruder Johann Friedrich von Pommer Esche.

## Auszeichnungen
- Allgemeines Ehrenzeichen (Preußen), I. Klasse (1818)[5]
- Roter Adlerorden, 3. Klasse mit der Schleife (zum 50-jährigen Amtsjubiläum 1847)[6]

## Schriften
- Der Hohe Werth der gesicherten Denkfreyheit in der Religion. 1814
- Christliches Gesangbuch zur Beförderung der öffentlichen und häuslichen Erbauung für das Herzogtum Neu-Vorpommern und das Fürstentum Rügen. 1819